# Castillo de los Arañones
El castillo de los Arañones, también llamado popularmente la Torreta o la Torreta de los fusileros es una torre defensiva situada en el municipio español de Canfranc, en el norte de la provincia de Huesca (Aragón), cerca de la frontera con Francia. Fue construido en 1876 tras la conclusión de la carretera de Zaragoza a Francia por Somport y su finalidad era precisamente defender la nueva vía de comunicación. Se construyó como parte del sistema defensivo del fuerte de Coll de Ladrones.
Se trata de un edificio de tres plantas hecho con sillares, y con tejado de pizarra. Está declarado Bien de interés cultural.